# Les Coulisses du pouvoir
Pour les articles homonymes, voir Les Coulisses du pouvoir (homonymie).
Pour plus de détails, voir Fiche technique et Distribution.
Les Coulisses du pouvoir (Power) est un film américain réalisé par Sidney Lumet et sorti en 1986.

## Synopsis
Deux conseillers politiques s'opposent, après avoir été les meilleurs amis du monde, sur leurs propres idées, leurs morales, leurs choix.

## Fiche technique
Sauf indication contraire, les informations mentionnées dans cette section peuvent être confirmées par la base de données cinématographiques IMDb,  présente dans la section « Liens externes ».
- Titre original : Power
- Titre français : Les Coulisses du pouvoir (parfois Power : Les Coulisses du pouvoir sur certaines affiches[1])
- Réalisation : Sidney Lumet
- Scénario : David Himmelstein
- Musique : Cy Coleman
- Photographie : Andrzej Bartkowiak
- Direction artistique : William Barclay
- Décors : Peter Larkin et Thomas C. Tonery
- Costumes : Anna Hill Johnstone
- Maquillage : Joe Cranzano
- Montage : Andrew Mondshein
- Production : Reene Schisgal et Mark Tarlov

Production associée : Wolfgang Glattes
Production associée et directeur de production : Kenneth Utt
- Sociétés de productions : Polar Entertainment et Lorimar Productions
- Distribution d'origine : Twentieth Century Fox (États-Unis),
- Pays de production :  États-Unis
- Genre : drame politique
- Durée : 111 minutes
- Dates de sortie : 
  - États-Unis : 31 janvier 1986
  - France : 26 novembre 1986

## Distribution
- Richard Gere (VF : Érik Colin) : Pete St. John
- Julie Christie (VF : Marion Game) : Ellen Freeman
- Gene Hackman (VF : Yves Barsacq) : Wilfred Buckley
- Kate Capshaw : Sydnet Betterman
- Denzel Washington (VF : Raymond Aquilon) : Arnold Billing
- E. G. Marshall (VF : Yves Brainville) : le sénateur Sam Hastings
- Beatrice Straight : Claire Hastings
- Fritz Weaver (VF : Claude D'Yd) : Wallace Furman
- Michael Learned : le gouverneur Andrea Stannard
- J. T. Walsh (VF : Bernard Tiphaine) : Jerome Cade
- E. Katherine Kerr : Irene Furman
- Polly Rowles : Lucille DeWitt
- Matt Salinger : Phillip Aarons
- Tom Mardirosian : Sheikh
- Scott Harlan (VF : Alain Flick) : Ralph Andropwicz
- Ed Van Nuys (VF : Jacques Dynam) : Charles Whiting
- Omar Torres : Roberto Cepeda
- Frank McKusker (VF : Georges Atlas) : le candidat opposé à Furman

## Production
Burt Reynolds devait initialement tenir le rôle principal, mais a dû renoncer au film après une blessure survenue sur le tournage de Haut les flingues !. Paul Newman sera un temps envisagé, mais l'acteur demande un report du tournage en raison de sa carrière de coureur automobile, ce que refuse Sidney Lumet. Andy García, Mel Gibson, Harrison Ford, Kurt Russell, Arnold Schwarzenegger, Sylvester Stallone ou encore Bruce Willis seront également considérés pour le rôle de Pete St. John.
Le tournage a lieu d'avril à juin 1985. Il se déroule à New York (Kaufman Astoria Studios, Queens, ...) et ses environs (Armonk), au Nouveau-Mexique (Bonanza Creek Ranch de Santa Fe, monts Sandia), en Californie (Vasquez Rocks, Agua Dulce), à Seattle, à Washington et à Durango au Mexique.

## Accueil
Dans une longue critique-analyse sur le site DVDClassik, on peut notamment lire « En montrant les failles du système tout en rejetant la posture du "tous pourris", en refusant d'idéaliser ses héros, en ne faisant pas miroiter au spectateur un avenir radieux et en ne se réfugiant pas dans un passé idéalisé, Sidney Lumet se positionne de manière pertinente par rapport à la politique. On sent que le cinéaste croit qu'un sursaut citoyen est encore possible, comme est possible celui de St. John. ».